# Hươu nước
Hươu nước (Hydropotes inermis) là một loài động vật có vú trong họ Hươu nai, bộ Guốc chẵn. Loài này được Swinhoe mô tả năm 1870.

## Hình ảnh

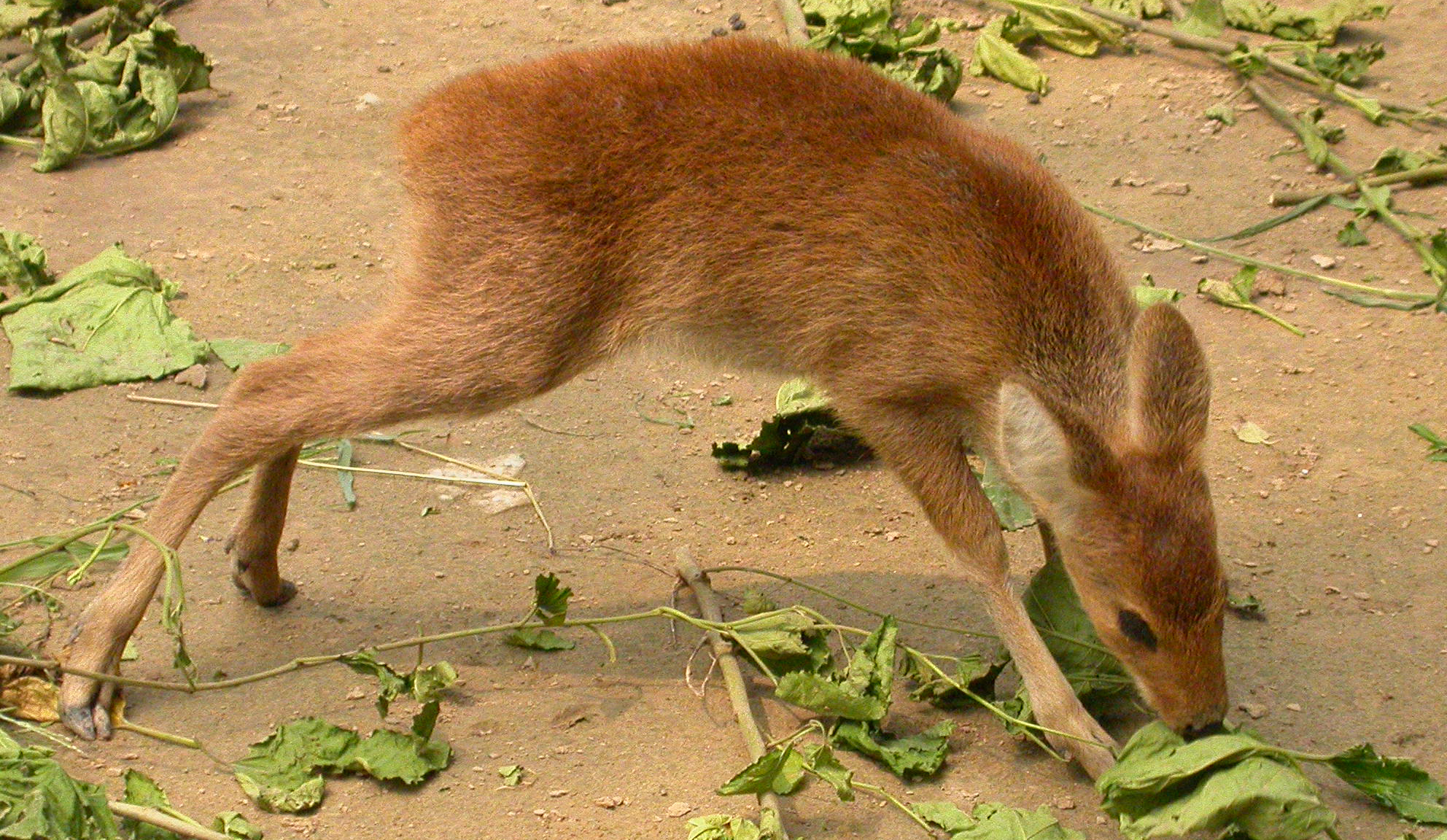
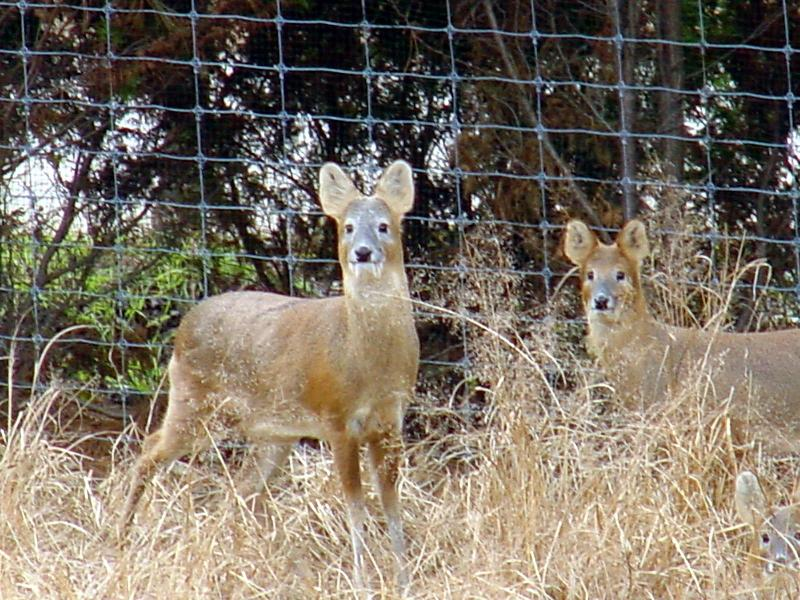
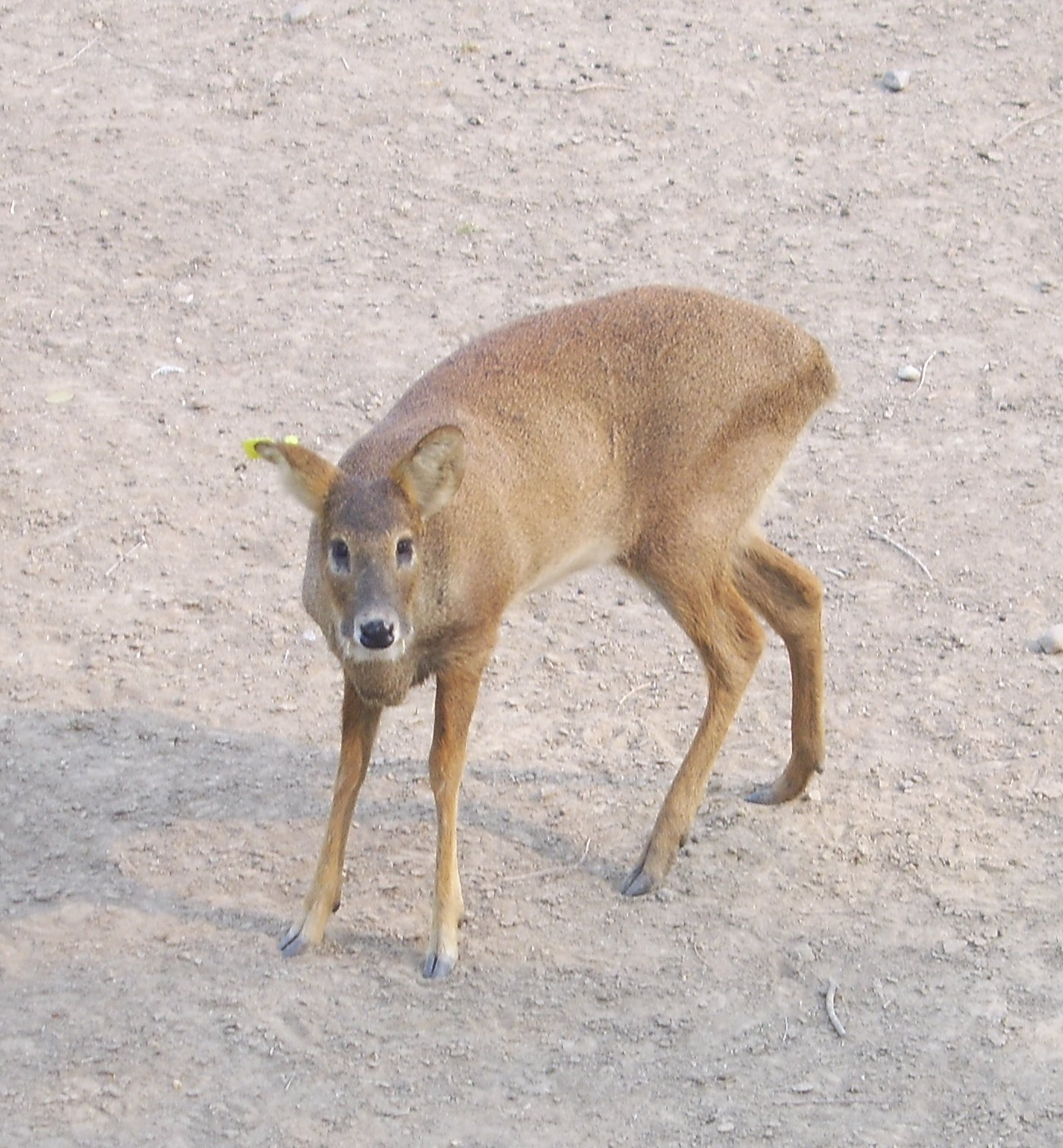
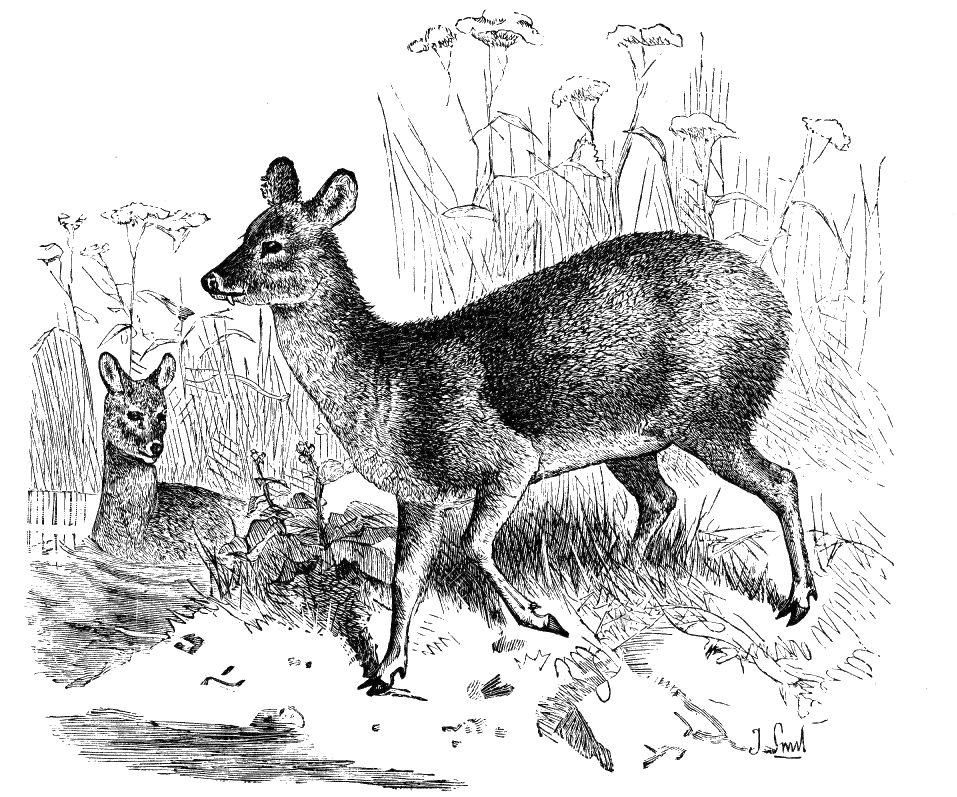